# Горга (Рим)
Горга (итал. Gorga) је насеље у Италији у округу Рим, региону Лацио.
Према процени из 2011. у насељу је живело 472 становника. Насеље се налази на надморској висини од 760 м.

## Становништво
| 2011. |
| ----- |
| 767   |